# ر. غارسيا إي روبرتسون
ر. غارسيا إي روبرتسون (بالإنجليزية: R. Garcia y Robertson)‏ (1949)؛ روائي أمريكي.